# Men with Sword
Men with Sword (en chino, 刺客列传; pinyin, Cì Kè Liè Zhuàn) es una serie web china estrenada el 14 de agosto de 2016 por Sohu Video. La serie, compuesta de treinta episodios, obtuvo un éxito inesperado y recibió críticas generalmente positivas a pesar de su bajo presupuesto y actores novatos. El reparto principal se compone mayormente de miembros del grupo taiwanés SpeXial, siete de los cuales actuaron en la serie: Zhiwei, Evan, Dylan, Ian, Simon, Wayne y Win.
Una segunda temporada, también de treinta episodios, fue estrenada el 15 de junio de 2017. El drama se centra en la lucha por el poder de diferentes reyes y sus confidentes más cercanos, mientras se debaten entre la traición, el amor y la venganza.
Durante el estreno del duodécimo episodio, Men with Sword acumuló 200 millones de visitas en Sohu Video, mientras que la serie completa amasó un total de 430 millones de visitas, convirtiéndose en una de las diez series más populares de Sohu durante toda su transmisión.

## Argumento
Tras siglos de gobierno, el vasto imperio de Juntian comienza a derrumbarse y se desata una gran guerra por el poder que se prolonga durante largos años. Cuatro estados vasallos declaran su independencia y dividen el territorio central entre sí, para luego elevarse al poder y reinar sobre sus respectivas tierras. Qiu Zhen (Simon Lian), un asesino enviado por el reino de Tianxuan, mata con éxito al gobernante del imperio de Jutian, tras lo cual los conflictos vuelven a surgir. Después de que su reino fuera aniquilado por Tianxuan y su familia se suicidara para honrar a la nación, el príncipe Murong Li (Zha Jie) de Yaoguang toma la identidad de un músico errante con el objetivo de buscar venganza y revivir su destruido reino. Tras varios sucesos, Murong Li termina por establecerse en el rico y poderoso reino de Tianquan, donde pronto se gana el favor del ingenuo rey Zhi Ming (Zhu Jian), cuyo interés por Murong Li finalmente se convierte en una obsesión de naturaleza romántica. Desde Tianquan, Murong Li se encarga de sembrar la discordia y sospecha entre los demás reinos usando sus habilidades de manipulación.
Además de su riqueza, Tianquan se encuentra rodeado de una barrera natural de montañas que lo protege de los peligros del mundo y de los conflictos con otros reinos. El reino de Tianshu, por otra parte, se especializa en producir caballos de guerra y hierro fino; Tianxuan es bueno en la artesanía y construcción; mientras que Tianji posee su principal fuerte en la agricultura. Mientras las cuatro naciones confabulan y se sumergen en conflictos, surge el nuevo reino de Nansu, cuyo ambicioso rey Yu Qing (Huang Wei-jin) planea conquistar las demás tierras y convertirse en el gobernante supremo.

## Reparto

### Tianxuan
- Lu Yun-feng como Ling Guang,[7] el melancólico rey de Tianxuan. Ling Guang alguna vez fue un hombre ambicioso con el anhelo de conquistar el mundo, acabando con éxito con el pequeño reino de Yaoguang y el imperio de Juntian. Sin embargo, tras el suicidio de su amado confidente Qiu Zhen, entra en un profundo estado de depresión que le hace abandonar todo deseo de conquista y voluntad de vivir. Más adelante, encuentra cierto consuelo emocional en Gong Sun-qian, a quien repetidamente confunde con Qiu Zhen.
- Simon Lian como Qiu Zhen,[7] el amado confidente e interés amoroso de Ling Guang, descendiente de una antigua familia de generales que en años posteriores cayó en desgracia. Creció junto a Ling Guang y fue enviado por este a asesinar al gobernante del imperio de Jutian, tras lo cual el propio Qiu Zhen se suicida para acallar los rumores prejuiciosos que comenzaron a surgir sobre su rey.
- Zhao Zhi-wei como Gong Sun-qian,[7] descendiente de una privilegiada familia de Tianxuan que también cayó en desgracia en años posteriores. Buscando limpiar el nombre de su familia, se convierte en asistente del primer ministro de Tianxuan y finalmente es promovido a vice primer ministro por el rey, quien en repetidas ocasiones le confunde con Qiu Zhen. Es asesinado por Murong Li en el último episodio de la primera temporada.
- Yang Guang como Wei Xuan-chen, el anciano primer ministro de Tianxuan. Constantemente se preocupa por la salud mental de su rey y el bienestar del reino.
- Huang Qian-shuo como Gu Shi'an, un misterioso hombre que hace su primera aparición en la segunda temporada. Parece estar familiarizado con Qiu Zhen y Gong Sun-qian, y jura proteger el reino en lugar de estos. Posteriormente se convierte en general de Tianxuan. Más adelante, se revela que en realidad es el propio Qiu Zhen, quien ha sobrevivido a su intento de suicidio.

### Tianji
- Evan Ma como Jian Bin,[7] el rey de Tianji. Emocionalmente vinculado con Qi Zhi-kan, en un momento tardío en la serie comienza a dudar de la lealtad de este a causa de rumores infundados; sin embargo, reconoce su error cuando ya es demasiado tarde. Se suicida cuando Tianji es conquistado por Nansu y Qi Zhi-kan es capturado por estos.
- Ian Yi como Qi Zhi-kan,[7] el guardaespaldas personal de Jian Bin y posteriormente alto general de Tianji. Qi Zhi-kan es un plebeyo que salvó a Jian Bin después de que este fuera atacado por enemigos en el bosque, donde le encontró herido y cuidó de este hasta su recuperación. Su relación con Jian Bin evoluciona a una sentimental, a pesar de que en repetidas ocasiones atraviesan por diversos malentendidos. Tras la derrota de Tainji y la muerte de Jian Bin, sigue los pasos de este y se suicida.
- Ren Xue-hai como Ruomu Hua, el Gran Maestro del reino de Tianji. Convence al rey de establecer una "oficina celestial" para predecir la voluntad de los dioses siguiendo los movimientos de los cosmos, aunque en realidad planeaba usar esto para su propio beneficio personal. Continuamente conspira contra Qi Zhi-kan con el objetivo de hacerle caer en desfavor con el rey, puesto que le ve como una amenaza.

### Tianshu
- Peng Yu-chang como Meng Zhang,[7] el joven rey de Tianshu. Originalmente un marqués, se convirtió en rey gracias a la asistencia de las tres grandes familias de Tianshu, quienes necesitaban a un joven iluso a quien pudieran usar como peón. Luego de que se rebela contra la manipulación de estos, se convierten en el principal obstáculo de su reinado. Con pocos aliados, ve a Zhong Kun-yi como la única persona en quien puede confiar, encontrando en este el apoyo emocional que nunca tuvo. Muere envenenado por los líderes de las tres grandes familias de Tianshu; sin embargo, en la segunda temporada se revela que en realidad lo fue por Yu Qing y Murong Li.
- Xiong Zi-qi como Zhong Kun-yi,[7] un plebeyo de baja alcurnia que se convierte en pupilo del prominente maestro Kong Bai-qin en su academia. Impresiona al rey con su forma de pensar y ver la política, tras lo cual le es dado un puesto en la oficina de asuntos exteriores y es favorecido por este en numerosas ocasiones. Inicialmente un joven humilde, comienza a ganar ambición y a convertirse en alguien arrogante, en gran parte debido al favoritismo que el rey muestra hacia él. Tras las muertes de Meng Zhang y su querido amigo Gong Sun-qian, sin embargo, toma una posición de rebelde y jura venganza. Enemigo jurado de Murong Li, durante la segunda temporada se dedica a conspirar contra este con el objetivo de verlo muerto.
- Zhu Jia-zhen como Su Han, el astuto y ambicioso primer ministro de Tianshu. Guarda rencor hacia Zhong Kun-yi puesto que le culpa por la muerte de su sobrino, Su Yan, y en repetidas ocasiones envía asesinos para intentar acabar con su vida.
- Dai Xu-yi como Su Yan, el sobrino de Su Han y compañero de Zhong Kun-yi en la academia. Siempre tuvo conflictos con Zhong Kun-yi, a quien consideraba alguien inferior debido a su estatus de plebeyo. Muere tras un ataque de bandidos durante un viaje diplomático a Tianji.
- Xu Ming como Kong Bai-qin, el compasivo maestro de Zhong Kun-yi. Le preocupa enormemente el cambio de corazón de su pupilo.

### Tianquan
- Zhu Jian como Zhi Ming,[7] el ingenuo y holgazán rey de Tianquan. Zhi Ming odia todo lo relacionado con la política y lo único que le interesa es divertirse y pasar el rato, para gran pesar de su tutor. Infantil y despistado, toma un gran interés en Murong Li, a quien insiste en llamar "Ah-Li" (ah o a es un prefijo utilizado para referirse a una persona querida o cercana en China) y llena de obsequios y comodidades en un intento de ganarse sus afectos. A pesar de su falta de seriedad, ha demostrado tener un buen corazón y personalidad honesta. Murong Li considera que su falta de ambición es su único defecto, viéndolo como alguien bondadoso pero extremadamente susceptible a los peligros del mundo. En la segunda temporada, sin embargo, su carácter evoluciona a uno mucho más serio y frío, situación que se originó tras las muertes de su tutor y su querido amigo Zi Yu, respectivamente. Su amor hacia Murong Li también comienza a convertirse en rencor y posteriormente a odio, tras darse cuenta de que este nunca sacrificaría tanto por él como Zhi Ming lo había hecho.
- Hu Gao-feng como Weng Tong, el tutor real de Tianquan. Constantemente reprende al rey por su holgazanería y apego hacia Murong Li, a quien considera un "brujo" por la influencia que ejerce sobre este. A pesar de que Zhi Ming constantemente se queja de su tutor, en realidad le aprecia y le ve como una figura paterna. Muere tras un golpe de Estado a Tianquan durante la segunda temporada.
- Guo Xin como Mo Lan, el gobernador de Tianquan. Al igual que el rey, solo quiere divertirse, por lo cual no es considerado una buena influencia por el tutor real. Fue quien trajo a Murong Li al reino tras haberle conocido en Tianji.
- Liu Tong como Zi Yu, el príncipe del pequeño reino de Liuli. Es enviado por su hermano mayor a Tianquan para aprender las costumbres y cultura de la región central, en gran parte debido a que desperdiciaba su tiempo en el palacio. Se convierte en un gran amigo de Zhi Ming y su eventual muerte provoca la separación de este con Murong Li.

### Yaoguang
- Zha Jie como Murong Li,[7] el príncipe del destruido reino de Yaoguang y único sobreviviente de la familia real. Dueño de una increíble belleza, aunque frío y de personalidad reservada, se establece en Tianquan tras vivir un tiempo como músico errante, donde utiliza su influencia sobre el rey para planear lentamente su venganza. Siempre carga consigo una flauta de bambú que posee una daga escondida, objeto que le fue regalado por su querido amigo A-Xun. Su personaje toma un rol mucho más prominente en la segunda temporada, donde continúa llevando a cabo su venganza e intenta reconstruir su reino. Debido a su creciente afecto por Zhi Ming, abandona Tianquan y se establece en Nansu, en un intento de mantenerlo alejado de los conflictos.
- Sun Yi como A-Xun, amigo de la infancia y confidente cercano de Murong Li. Se suicida en lugar de Murong Li, quien tras la derrota de su reino y muerte de su familia planeaba saltar desde una torre. A-Xu es quien le convence de seguir viviendo, ofreciendo su propia vida por la suya.
- Xue Xian-yun como Fang Ye, un ciudadano de Yaoguang quien se convierte en la mano derecha de Murong Li y actúa como su guardaespaldas personal.

### Nansu
- Wayne Huang como Yu Qing,[7] el ambicioso rey de Nansu. Se propone conquistar las demás naciones y así convertirse en el único gobernante del continente. Muere en la segunda temporada tras un intento fallido de conquistar Tianxuan, tras lo cual es sucedido por su hermano menor, Yu Xiao. En dicha temporada es interpretado por el actor Lin Feng-song, quien reemplazó a Huang puesto que este estaba ocupado con otros proyectos.
- Qin Jun-zhe como Yu Yuan-kai, uno de los leales ministros de Nansu y tutor de Yu Qing.
- Jerry Yu como Yu Xiao, el medio hermano menor de Yu Qing. Se convierte en el rey de Nansu tras la muerte de Yu Qing en la segunda temporada. Debido a que creía que la ambición de su hermano en conquistar e iniciar guerras con otros reinos traía desgracia a los ciudadanos, intenta asesinarlo y por ende es condenado a muerte. Sin embargo, es ayudado a escapar por Murong Li, quien en última instancia fue el responsable de orquestar su subida al trono. Se convierte en un gran aliado de Murong Li, omiso a la manipulación de este.

### Otros
- Feng Tian como Qi Kun, el emperador de Juntian. Debido a que Ling Guang temía que Juntian atacase su reino, envía a Qiu Zhen para asesinarlo. Qiu Zhen se ganó su confianza bajo el pretexto de haber sido exiliado de Tianxuan y permaneció a su lado durante dos años, asesinándolo cuando planeaba atacar Tianxuan.
- Li Xi-zi como Li Geng Chen, un sicario bajo el servicio de Murong Li.

## Producción
Men with Sword fue filmada durante el verano de 2016. En julio, fue lanzado el primer póster promocional, el cual fue seguido de más promociones presentando a los personajes en los días siguientes. El reparto principal se compone mayormente de actores novatos o con poca experiencia en la actuación, siete de los cuales eran miembros del grupo taiwanés SpeXial. Durante el rodaje y, debido a las altas temperaturas, el actor Ian Yi sufrió de varios golpes de calor.
La serie tiene como base registros históricos durante tiempos de guerra; el equipo de producción construyó siete sets diferentes para los palacios. El tema principal es Sword Flying Heart interpretado por Evan Ma y Xiong Ziqi, mientras que el cierre es Jade Moonlight nuevamente interpretado por Xiong Ziqi. El diseño de vestuario estuvo a cargo de Bruce Lai. La segunda temporada, Assassin 2, fue filmada entre febrero y mayo de 2017, y estrenada el 15 de junio.

### Censura
Tras volverse popular, la serie sufrió de la censura de las autoridades, lo que resultó que muchos de los episodios fueron acortados o escenas románticas entre los personajes fueran eliminadas. Men with Sword no fue la primera serie de temática homosexual en sufrir la censura de las autoridades; la popular serie Addicted fue cancelada unos meses antes, lo que motivó varias campañas y quejas por la decisión.

## Premios y nominaciones
| Premio                         | Año  | Premio                    | Resultado |
| ------------------------------ | ---- | ------------------------- | --------- |
| China Cultural Industry Summit | 2016 | «Producción más creativa» | Ganadora  |